# Dílce (Středolabská tabule)
Dílce (366 m n. m.) je vrch v okrese Kolín Středočeského kraje. Leží asi 1 km severovýchodně od obce Barchovice, na pomezí katastrálních území Barchovic a obce Malotice. Je to nejvyšší významný bod Středolabské tabule.

## Geomorfologické zařazení
Vrch náleží do celku Středolabská tabule, podcelku Českobrodská tabule, okrsku Kouřimská tabule a Malotické části.

## Přístup
Vrch je snadno přístupný od silnice Barchovice – Malotice, od které leží 450 m západně. Přímo na vrchol nevede žádná cesta. Východně vede modrá turistická značka údolím Výrovky.